# Nyssodrysternum amparense
Nyssodrysternum amparense là một loài bọ cánh cứng trong họ Cerambycidae.